# Škoda 1200/1201
Škoda 1200 byl osobní a lehký užitkový automobil střední třídy, vyráběný národním podnikem Automobilové závody (AZNP). Vůz klasické koncepce a s páteřovým rámem konstrukčně navazoval na starší typ Škoda 1101/1102, přezdívaný Tudor a vyráběný od druhé poloviny 40. let. Škoda 1200 už měla oproti němu zcela novou celokovovou karosérii, jako první ze sériových vozů značky. V září 1949 vznikl první prototyp automobilu a sériová produkce byla zahájena roku 1952. V roce 1956 ho nahradil modernizovaný typ Škoda 1201 se silnějším motorem, vyráběný do roku 1961. Oba typy byly známé pod lidovým označením Sedan.
Karosářské varianty zahrnovaly čtyřdveřový sedan, kombi, dodávku, sanitu a pick-up. Uvažované byly také verze roadster, pohotovostní a terénní, které se však do sériové výroby nedostaly. Celková produkce všech verzí, vyrobených v hlavním závodě Mladá Boleslav a pobočných závodech Kvasiny a Vrchlabí, překročila 67 000 vozů v 66 výrobních sériích. Většina z nich byla exportována, především do tzv. kapitalistických zemí. Nástupcem užitkových verzí se následně stala Škoda 1202, produkovaná v závodě Vrchlabí.

## Historie

### Vznik vozu
Po druhé světové válce a především po únoru 1948 nastalo pro československý automobilový průmysl období nejistoty a změn. V této době mladoboleslavská automobilka (nyní AZNP) zahájila vývoj nového moderního vozu, který měl nahradit dosud vyráběné vozy Škoda 1101/1102 a exportem na západní trhy získávat devizy. Především však měl automobilce pomoci uhájit postavení nezávislého výrobce s vlastním vývojem.

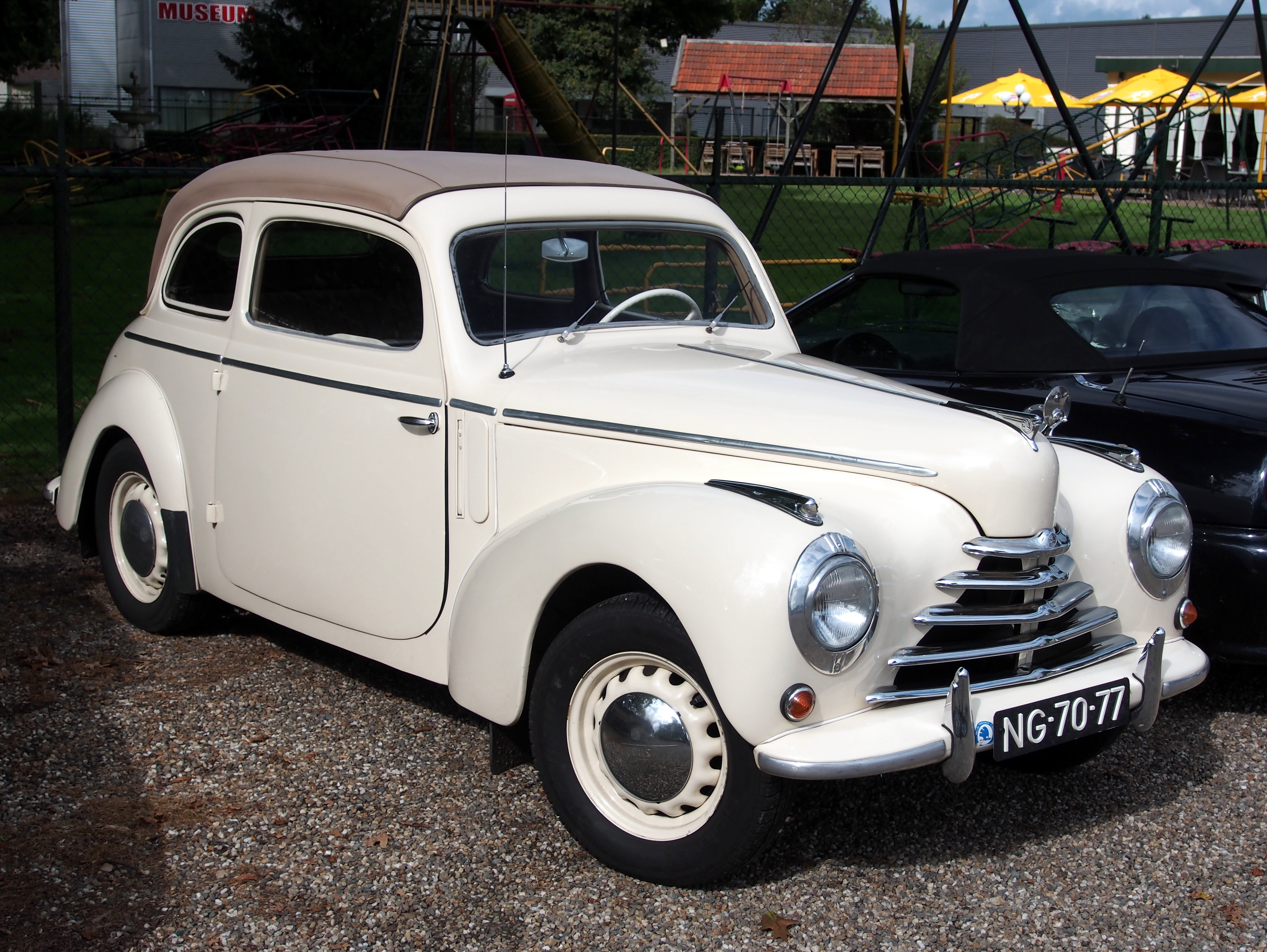
Škoda 1102 tudor-kabriolet

Stávající automobily Škoda 1101 a 1102 "Tudor", v podstatě modernizace předválečného Popularu, byly opatřeny karoserií s dřevěným rámem, zvnějšku oplechovanou. Její nevýhodou byla především zdlouhavá, technologicky náročná výroba s vysokým podílem ruční práce, znesnadňující hromadnou produkci. Nový automobil proto měl mít karoserii celokovovou. Kvůli zrychlení vývoje a výrobním a ekonomickým možnostem automobilky byl nový vůz po technické stránce založen na stávajícím typu 1102.
V září 1949 vznikl prototyp čtyřdveřového vozu Škoda 1200, tovární typové číslo 955. Nový vůz s tehdy produkovaným typem Škoda 1102 sdílel 80 % mechanických částí a dílů. Prototyp obdržel upravený podvozek z typu Škoda 1102 se stejným rozvorem (2485 mm) ale větším rozchodem kol (o 50 mm vpředu a 70 mm vzadu) kvůli širší karoserii. Podvozek dále dostal pákové olejové tlumiče zadní nápravy a centrální mazání. Původní šestivoltovou elektroinstalaci nahradila nová dvanáctivoltová. Oproti svému předchůdci již získala Škoda 1200 do standardní výbavy teplovodní topení.
Škoda 1200 nesla robustní čtyřdveřovou pontonovou karoserii typu sedan (označení Sedan se později všeobecně ujalo jako neoficiální název vozu), navrženou konstruktérem Josefem Velebným a jeho kolektivem. Při jejím vývoji a zkouškách se poprvé pro sériové vozy Škoda využilo aerodynamického tunelu. Novinkou bylo zavěšení dveří s krytými závěsy a otevíráním po směru jízdy, zapuštěné kliky dveří a otevírání zavazadlového prostoru zevnitř. Měření na modelech v měřítku 1:5 ukázalo snížení součinitele odporu vzduchu o 6 %, ačkoliv byl nový vůz o 180 mm širší než Tudor. Dalším prvenstvím u vozů Škoda byla celokovová konstrukce karoserie, svařené z ocelových výlisků. Oproti dřívějším smíšeným karoseriím umožňovala hromadnou výrobu na svářecích poloautomatech. Významným krokem ke zvýšení produktivity se stalo nově zavedené lakování pomocí vypalovacích syntetických laků, které nahradily dříve používané nitrolaky.
Aby se kompenzoval nárůst hmotnosti oproti svému předchůdci, dostal vůz upravený motor. Ten vznikl jednoduchým převrtáním vložek válců a odpovídající výměnou pístů. Zdvihový objem čtyřválce z Tudoru vzrostl na 1,2 l, nejvyšší výkon se zvýšil o 3 kW. Přesto zůstal vůz podmotorován a dynamické vlastnosti, zvláště užitkových verzí, byly slabé.
Automobil Škoda 1200 se měl vyrábět v provedení sedan, roadster, dodávka, STW, sanitní, pohotovostní a terénní. Sériová výroba měla být zahájena ve 2. čtvrtletí roku 1951. Během let 1949 a 1950 vznikla výkresová dokumentace všech typů. Po prvním prototypu s karoserií sedan byly během roku 1950 vyrobeny další. Druhý prototyp dostal otevřenou dvoudveřovou karoserii, která však zůstala unikátem. Třetí prototyp měl karoserii sedan s pravostranným řízením. Následovaly prototypy dodávky a terénního vozu.
V listopadu 1950 byla vypracována výkresová dokumentace dvoulůžkového sanitního vozu, a to ve dvou variantách. První byla navržena na stávajícím podvozku s rozvorem 2485 mm, druhá na prodlouženém, s rozvorem 2785 mm. Ukázalo se, že varianta se standardním rozvorem je příliš krátká a pro sanitní vůz nevhodná. Druhá varianta s prodlouženým rozvorem byla vyhovující, zůstal však problém existence dvou různých rozvorů pro sanitky a pro ostatní verze. Proto bylo na jaře 1951 schváleno kompromisní řešení podvozku s rozvorem 2685 mm, určeného pro všechny výrobní varianty. V květnu 1951 vznikla přepracovaná dokumentace sedanu s prodlouženým rozvorem i celkovou délkou. Tato změna vozu prospěla, zlepšila se užitná hodnota vozu, který zároveň získal elegantnější proporce. U užitkových variant se celková délka nezměnila.

### Projekt v ohrožení
Náběh výroby vozu Škoda 1200 se však ocitl v ohrožení. Podle vládního nařízení z prosince 1950 měla být do AZNP Mladá Boleslav převedena výroba vozů Tatra 600 Tatraplan. Tím se měly v mateřské automobilce Tatra uvolnit kapacity na výrobu terénních nákladních vozů určených pro armádu. Podle vzpomínek konstruktéra Oldřicha Meduny „dostala automobilka nařízení projekt vozu Š 1200 ukončit a již hotové výrobní přípravky zničit. Toto nařízení pochopitelně vyvolalo silný odpor, paradoxně však na něm nakonec automobilka vydělala. Papírově nechala zlikvidovat mnohem více přípravků než ve skutečnosti, přičemž za ně dostala finanční náhradu.“
Tatraplan se v Mladé Boleslavi začal vyrábět v listopadu 1951. Kvalita vyrobených vozů byla nízká a zájem o Tatraplany v zahraničí klesal. Také objem produkce neodpovídal původním představám. Nakonec byla výroba Tatraplanu ukončena již v červnu 1952.

### Rozběh výroby

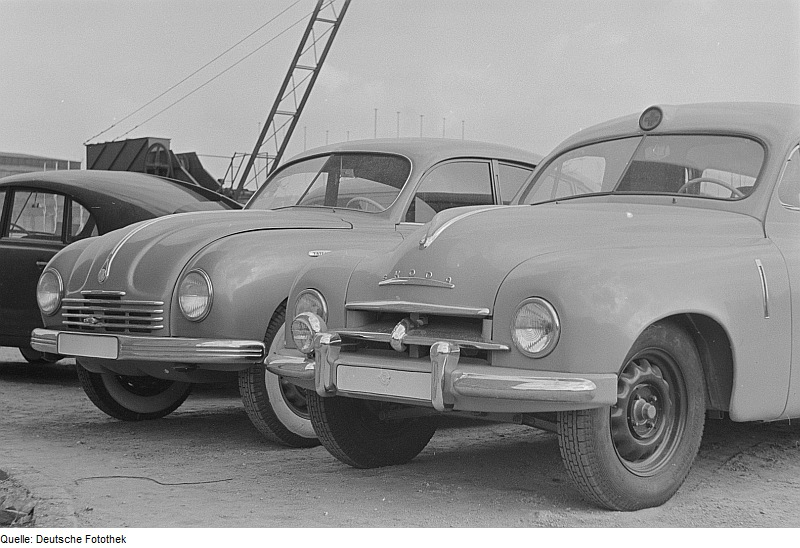
Tatra 600 a sanitní Škoda 1200 na podzimním Lipském veletrhu 1952. Sanitní vůz je pravděpodobně jeden z vůbec prvních vyrobených kusů. Vůz je opatřen výklopnými směrovkami, montovanými až do roku 1954.

Původně plánovaný termín zahájení sériové výroby ve 2. čtvrtletí roku 1951 nešel kvůli výše uvedeným komplikacím dodržet. První sériová Škoda 1200 s karoserií sedan byla dokončena v Mladé Boleslavi teprve 11. července 1952, jen několik dní po ukončení produkce Tatraplanů. Zpočátku probíhala v závodě Mladá Boleslav výroba všech sedanů a kromě toho též podvozků s motorem a kapotáží motorového prostoru, určených ke karosování v pobočných závodech. Ve Vrchlabí se na tato šasi stavěly karoserie dodávka a odvozené STW (kombi). V Kvasinách pak verze sanita a od června 1953 také sedan, který doplnil výrobu v mateřském závodě.
Do rozbíhající se výroby však opět zasáhly vládní orgány, které roku 1952 nařídily automobilce zavést výrobu lehkého vojenského nákladního vozu Tatra 805, první vozy vyjely z Mladé Boleslavi koncem března 1953. Vojenská správa počítala s produkcí 16 700 vozů, roční výroba v Mladé Boleslavi se měla pohybovat kolem 6000 kusů. Tyto nerealistické předpoklady již v polovině roku 1953 revidoval Státní úřad plánovací, především na nátlak Ministerstva zahraničního obchodu, které potřebovalo zvýšit výrobu vozů Škoda 1200 pro vývoz za „tvrdou“ měnu. Dalším silným argumentem byla nehospodárnost produkce dvou zcela odlišných typů. Místo jednoúčelových strojů musely být výrobní linky osazeny stroji univerzálními, což v důsledku prodražovalo výrobu každého vozu Škoda 1200 údajně o 5000 Kčs. Tyto snahy samozřejmě podporovalo i vedení AZNP, snažící se zbavit tatrováckého „kukaččího vejce“. Po různých peripetiích byla výroba Tatry 805 v Mladé Boleslavi ukončena již koncem března 1955, celkem zde vzniklo pouze 6410 kusů. Na produkci se podílel také pobočný závod Vrchlabí, kde vznikaly budky pro tyto nákladní vozy. Kvůli tomu zde byla produkce užitkových verzí Škody 1200 zastavena, k jejímu obnovení došlo až v roce 1955.

### První modernizace
Výroba vozu byla v květnu 1954 na dva měsíce přerušena a v mezidobí došlo k provedení úprav karoserie, zaměřených na snížení hlučnosti a zvýšení prachotěsnosti. Karoserie byla vyztužena a uložena na silnější pryžové bloky, pode dveřmi vznikly nové prahy a mechanické směrovky nahradily kruhové blikače. Vůz získal účinnější tlumič výfuku a výkonnější topení. Osobní verze (sedan) dostala menší patnáctipalcová kola. Estetickou změnou se stalo doplnění hlavních světlometů chromovanými obroučkami. Kromě nich prodělal vůz několik dalších menších úprav. V této podobě se Škoda 1200 vyráběla do jara 1956.

### Škoda 1201
Bolestí vozu zůstával nedostatečně výkonný motor. Již v roce 1952 došlo ke zkušební montáži prototypového motoru obsahu 1,5 l a výkonu 38 kW (52 k) do sériového sedanu Škoda 1200. Stejnou pohonnou jednotku dostaly prototypy vojenských automobilů Škoda 972 a Škoda 973. Sedan s tímto motorem během zkoušek dosahoval rychlosti kolem 120 km/h. Problémem motoru však byl tvrdý chod, nízká životnost a poměrně vysoká spotřeba 11 l/100 km. Podle některých zdrojů vzniklo během let 1955–1956 asi dvacet vozů s tímto motorem, nesoucích označení Škoda 1500 (typ 975).
Na podzim 1955 vstoupil do výroby automobil Škoda 440 (Spartak), který dostal pod kapotu modernizovaný motor z typu Škoda 1101, s lepším poměrem mezi výkonem a spotřebou paliva. Podle vzoru této úspěšné modernizace padlo rozhodnutí obdobně upravit i motor většího Sedanu. Zároveň byl sledován cíl větší unifikace obou pohonných jednotek. Výsledné úpravy zahrnovaly nahrazení horizontálního karburátoru spádovým, změnu sacího a výfukového potrubí, osazení nového účinnějšího vzduchového filtru. Změna karburátoru si vyžádala montáž palivového čerpadla hnaného vačkovou hřídelí. S novou hlavou motoru se zvýšil kompresní poměr na 7:1. Další změny zahrnovaly mimo jiné montáž nového rozdělovače a výkonnějšího vodního čerpadla. Výkon upraveného motoru vzrostl o 25 % na 33 kW (45 k). Současně vzrostl i točivý moment, mírně také klesla spotřeba paliva. Nový motor a jeho uložení si vyžádalo menší úpravy motorového prostoru.

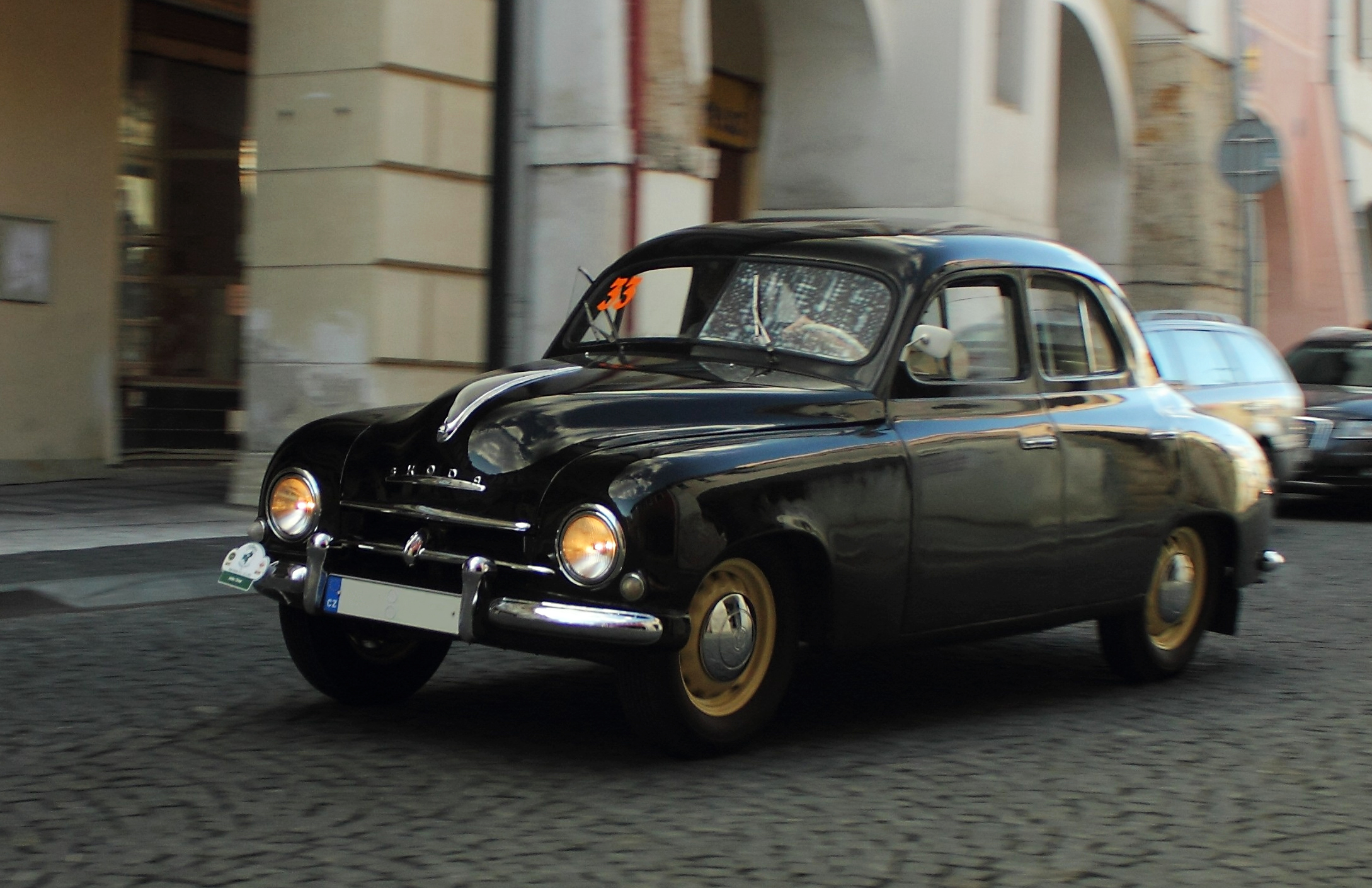
Sedan Škoda 1201

Kromě nového motoru se vůz dočkal i několika dalších zlepšení a úprav, opět především za účelem zvýšené unifikace s menším Spartakem. Od něj Sedan převzal konstrukci rozvodovky a řešení manžet polonáprav. Vnější změny pak zahrnovaly především nové, méně aerodynamické a estetické, ale praktičtější vystouplé kliky dveří a disky kol s poklicemi - to vše opět shodné s typem 440. Takto modernizovaný vůz obdržel nové označení Škoda 1201 (typ 980). Sortiment karosářských verzí se rozšířil o pick-up, vyráběný od roku 1959 ve Vrchlabí.
Poslední podvozky varianty Š 1200 byly dohotoveny na konci ledna 1956. Od února 1956 započala v Mladé Boleslavi výroba již pouze kompletních podvozků nového provedení Škoda 1201 (od 34. série). Finální montáž vozů této verze probíhala v závodech Kvasiny a Vrchlabí, zatímco mateřský závod naběhl na výrobu nové řady Škoda 440. Během dalších let výroby následovaly menší změny a modernizace v jednotlivých výrobních sériích. Oproti předchozímu typu 1200 došlo k výraznému nárůstu podílu výroby užitkových verzí na úkor sedanů. Poslední sedan byl v Kvasinách karosován počátkem roku 1959. Užitkové verze setrvaly ve výrobě do konce roku 1961. Zatímco jejich nástupcem se stala Škoda 1202, produkovaná od října 1961 závodem Vrchlabí, verze sedan zůstala bez náhrady.

## Karosářské verze
Přechod na celokovovou karoserii sice znamenal pokrok v produktivitě, avšak výroba stále trpěla nedostatečným a zastaralým technologickým vybavením výrobních závodů, především lisoven. To pak obzvláště platilo pro pobočné závody Vrchlabí a Kvasiny, kde bylo nutné stále využívat velký podíl ruční práce. Ve Vrchlabí dokonce lisovna do roku 1956 chyběla úplně, karosářské díly se proto lisovaly v řadě jiných podniků, jako Tatra Kopřivnice, TOFA Hejnice, Karosa Vysoké Mýto nebo AZKG Praha-Vysočany. Produktivitu snižoval také stále poměrně nízký stupeň unifikace karosářských verzí. Napohled velmi podobné typy kombi a dodávka sdílely pouze asi 75 % karosářských dílů, kombi a sanita měly společnou jen zhruba polovinu dílů. Nově zavedené syntetické vypalovací laky byly málo kvalitní a zařízení lakoven nedokonalé. Kvalita laku se často stávala předmětem stížností zákazníků. Vzhledem k tomu, že státní plán nepočítal s dlouhodobým pokračováním výroby vozů stávající koncepce (přednost dostala příprava „lidového vozu“, pozdější Škody 1000 MB), nebylo možné získat dostatečné investiční prostředky pro zásadní modernizaci výroby.

### Sériově vyráběné karosářské verze

#### Sedan

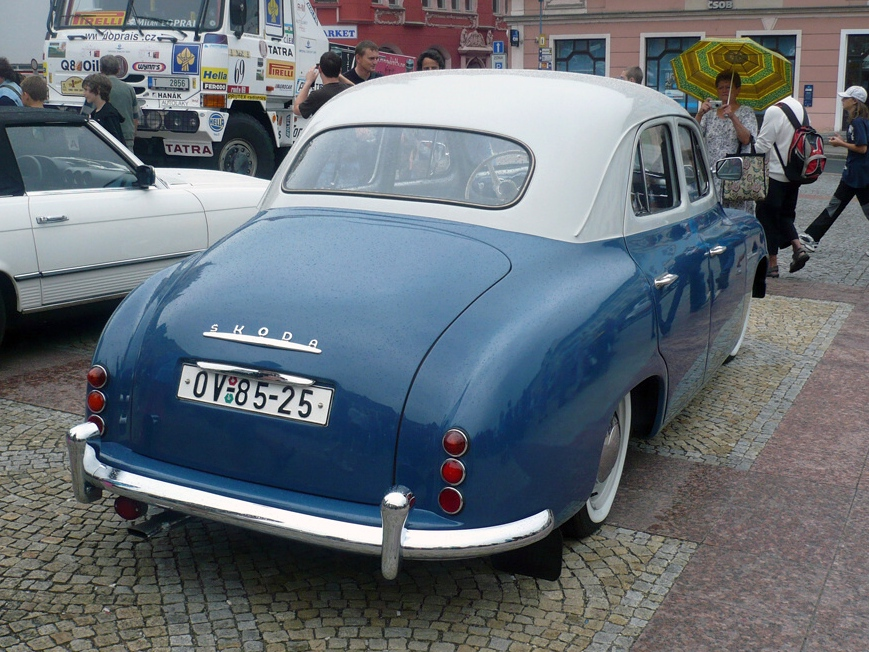
Záď sedanu Škoda 1201

Sedan má tříprostorovou skořepinovou čtyřdveřovou karoserii o rozměrech 4500×1680×1520 mm s odděleným zavazadlovým prostorem vzadu, pod kterým je umístěno náhradní kolo. Karoserie je celokovová, svařovaná z ocelových výlisků. Spojení karoserie s rámem zajišťuje osm šroubů s pryžovými podložkami, sloužícími k omezení přenosu vibrací od podvozku do karoserie. Čelní sklo je dvojdílné, lomené (kvůli lepší aerodynamice oproti jednodílnému). Zadní sklo je panoramatické. Okna všech dveří mají výklopná trojúhelníková okénka pro lepší větrání. Samotná skla všech dveří jsou stahovací. Sedadla vpředu jsou nedělená, tvořená jednodílnou lavicí s opěradlem. Zadní sedadla tvoří jednodílná lavice s odnímatelným opěradlem pro umožnění přístupu do zavazadlového prostoru zevnitř. Sedan byl oficiálně pětimístný (2+3), ale vzhledem k řadicí páce pod volantem a jednodílné lavici vepředu bylo možné převážet 6 osob (3+3).
Škoda 1200 verze sedan byla vyráběna v Mladé Boleslavi od července 1952 a dále v Kvasinách od června 1953. Poslední sedany se Mladé Boleslavi vyrobily na konci října 1955, sériová výroba sedanu v Kvasinách pokračovala novým typem Škoda 1201 až do konce roku 1958. Celkem vzniklo v Mladé Boleslavi 15 594 sedanů Škoda 1200, určených převážně na export. V Kvasinách pak dalších 3 740 sedanů Škoda 1200 a 7 622 sedanů Škoda 1201.

#### Dodávka

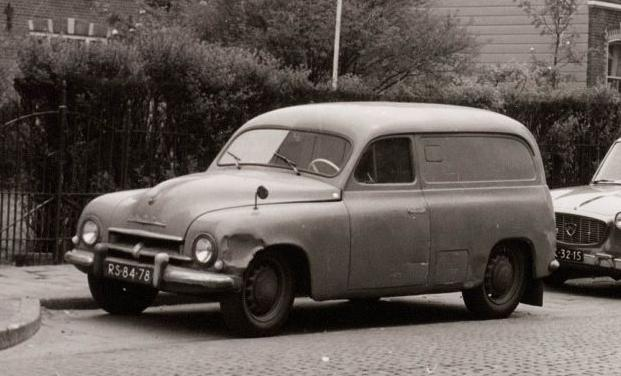
Dodávková Škoda 1201 v Nizozemsku

Prototyp dodávky vznikl roku 1950. Nezvykle krátký zadní převis je pozůstatkem vývojových úprav podvozku. Karoserie navržená na původní podvozek s krátkým rozvorem zůstala po jeho prodloužení nezměněna, pouze došlo k posunutí výřezů a podběhů zadních kol. Je vybavena pouze jednou přední lavicí pro dvě osoby a dvěma bočními dveřmi vpředu vpravo a vlevo. Ložný prostor odděluje od prostoru pro řidiče a spolujezdce plechová přepážka Přístup do ložného prostoru umožňují jednodílné dveře v zadním čele, otvírané do strany doleva. Zadní dveře mají jednodílné, lehce zaoblené okno. Na bočních stěnách nákladního prostoru, těsně za předními dveřmi, se nacházejí větrací klapky. Vůz disponuje dvěma schránkami pro nářadí a výbavu, umístěnými pod podlahou ložného prostoru mezi přední stěnou a podběhy zadních kol. Tyto schránky jsou přístupné zvenčí a zakryté rozměrnými obdélnými kryty. V zadní části vozu, pod podlahou ložného prostoru se nachází horizontálně umístěné náhradní kolo, přístupné po otevření zadních dveří. Vnější rozměry dodávky jsou 4360×1690×1580 mm.
Dodávková verze byla vyráběna pouze ve Vrchlabí. První sériová dodávka Škoda 1200 byla dokončena v září 1952, poslední vozy této verze opustily vrchlabský závod až počátkem roku 1956. Produkce dodávek pokračovala na podvozku modernizované verze Škoda 1201 až do roku 1961. Celkem bylo vyrobeno 4070 dodávek Škoda 1200 a 13 498 dodávek Škoda 1201.

#### Kombi

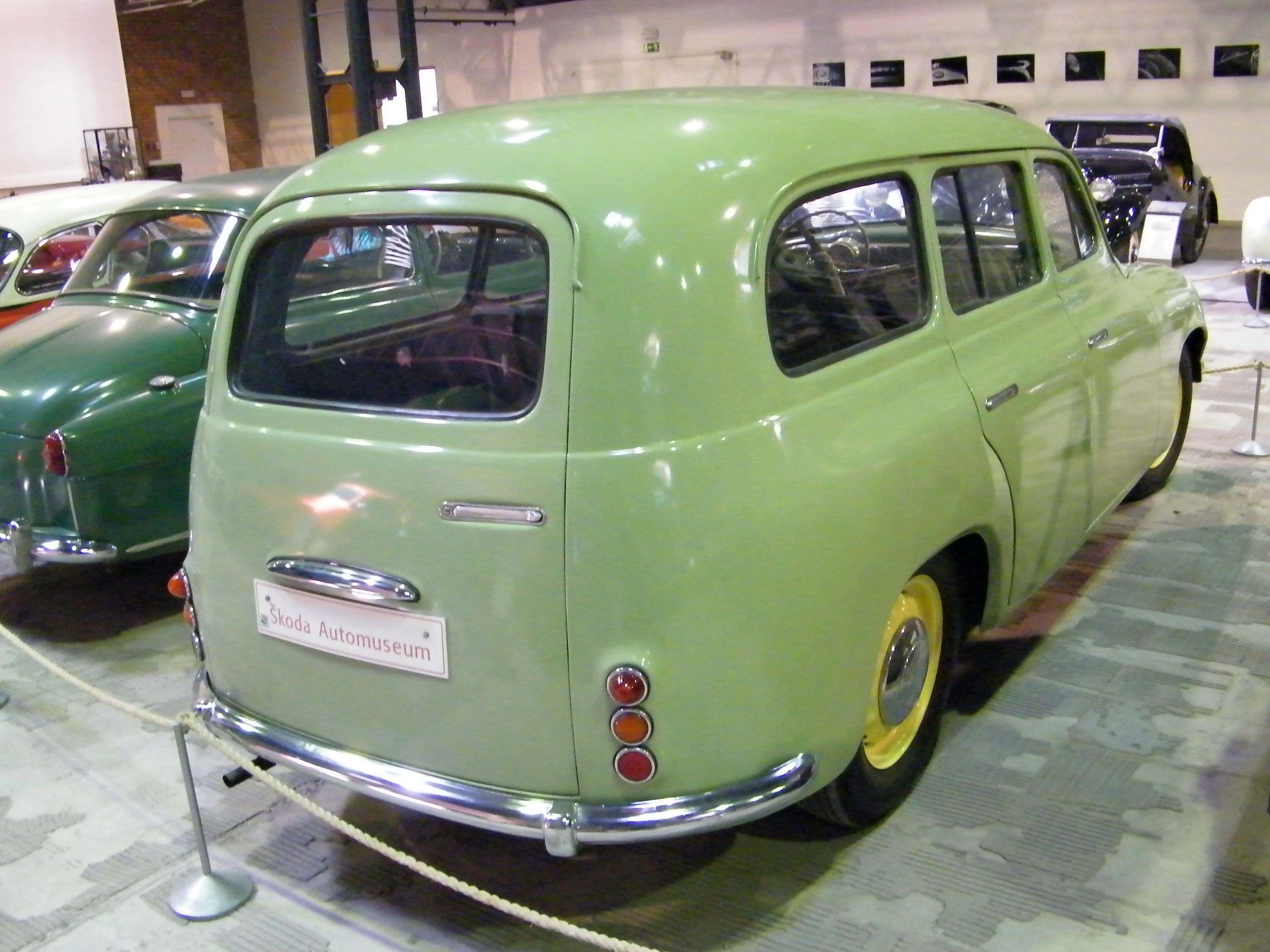
Škoda 1200 STW. Za povšimnutí stojí zapuštěné dveřní kliky - vnější rozlišovací znak typu 1200.

Kombi, označované STW (Station Wagon, hovorově stejšn) je odvozeno od dodávky a má stejné vnější rozměry 4360×1690×1580 mm avšak asi o 30 kg větší hmotnost. Je vybaveno dvěma řadami sedadel. Oproti dodávce má navíc pevná boční okna a další dveře vpravo pro přístup k zadní lavici. Dělené okno bočních dveří má přední díl stahovací. Zadní jednodílné dveře jsou shodné s dodávkou. Ložná plocha (po sklopení zadní lavice) disponuje rozměry 1750×1380 mm. Sedák zadní lavice je výklopný a pod ním se nachází úložný prostor pro nářadí a povinnou výbavu. Kombi je stejně jako sedan pětimístné. Prototyp STW postavený roku 1950 na původním krátkém podvozku se od sériových vozů odlišoval posledním párem bočních oken. Ta byla, podobně jako u sériových sanitek, dvoudílná s vyklápěcím křídlem. Sériové STW mají namísto nich jednodílná pevná okna.
Stejně jako dodávka, i verze STW byla vyráběna ve Vrchlabí. První sériové kombi Škoda 1200 bylo dokončeno počátkem ledna 1953, poslední kombi Škoda 1201 opustily výrobní závod na podzim 1961. Celkem bylo vyrobeno 2076 kombi Škoda 1200 a 13 188 kombi Škoda 1201.

#### Sanitka

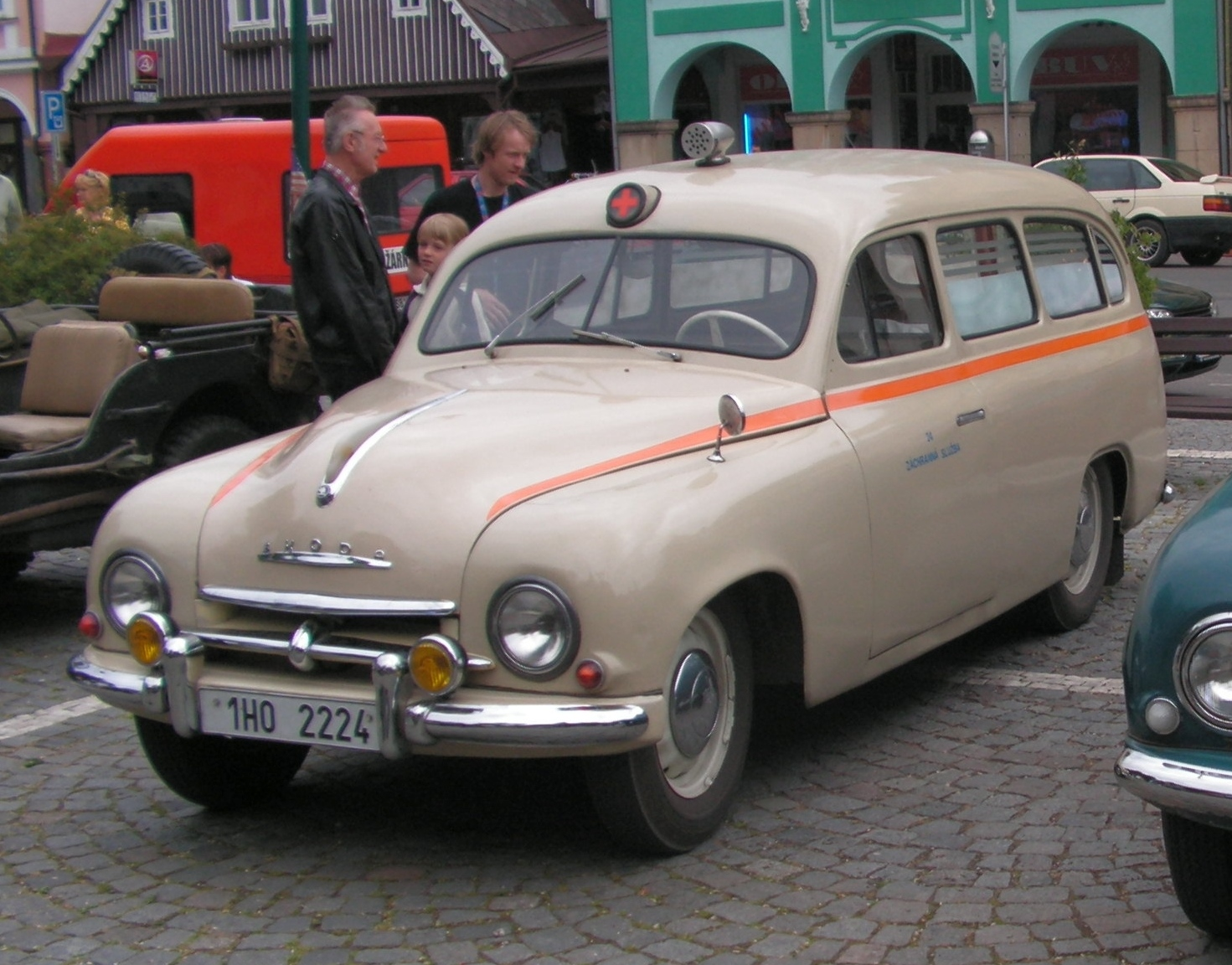
Sanitní Škoda 1201 záchranné služby

Sanitní verze je podobná verzi kombi, zvenčí se liší především delším zadním převisem a výklopnými větracími okénky v bočních oknech. Zadní dveře jsou sklápěcí, vybavené dvěma okénky. Náhradní kolo umístěné podobně jako u dodávky a kombi je přístupné samostatnými dvířky na spodní straně zadního čela. Nad čelním oknem je osvětlený červený kříž. Vozidlo bylo vybaveno také žlutým mlhovým reflektorem na předním nárazníku vlevo. Rozměry sanitky jsou 4550×1680×1600 mm. Uvnitř vozu je vpředu lavice pro řidiče a spolujezdce, oddělená přepážkou. Vzadu se nachází sanitní prostor. V něm jsou na levé straně umístěna nad sebou dvě lehátka o rozměrech 1930×520 mm. Vpravo je pak sklopné sedátko pro doprovod, po sklopení využitelné jako třetí nouzové lehátko. Verze pro záchrannou službu měla pouze jedno lehátko. Vozy záchranné služby byly dále vybavovány modrými signalizačními světly, sirénou a od roku 1955 také elektronkovou radiostanicí Tesla Fremos s 1,8 m dlouhou anténou.
První sanitní vůz byl vyroben 22. července 1952. Většina sanitek vyrobených v tomto roce šla na export, především do Polska a Rakouska. Později byly vozy vyváženy do dalších států západní i východní Evropy, a dokonce do Asie nebo Jižní Ameriky. V tuzemsku první vozy obdržela v listopadu 1952 Záchranná služba Praha.
Sanitní verze Škody 1200 byla vyráběna pouze v Kvasinách. Od léta 1952 do začátku roku 1956 jich zde vzniklo celkem 1935 kusů. Následovala ji modernizovaná verze 1201, produkovaná do podzimu 1961 s počtem 5286 vyrobených vozů.
Úpravou sanitní verze Škoda 1200 vznikl pohřební vůz, vyrobený v sérii 50 kusů v prosinci 1955.

#### Pick-up

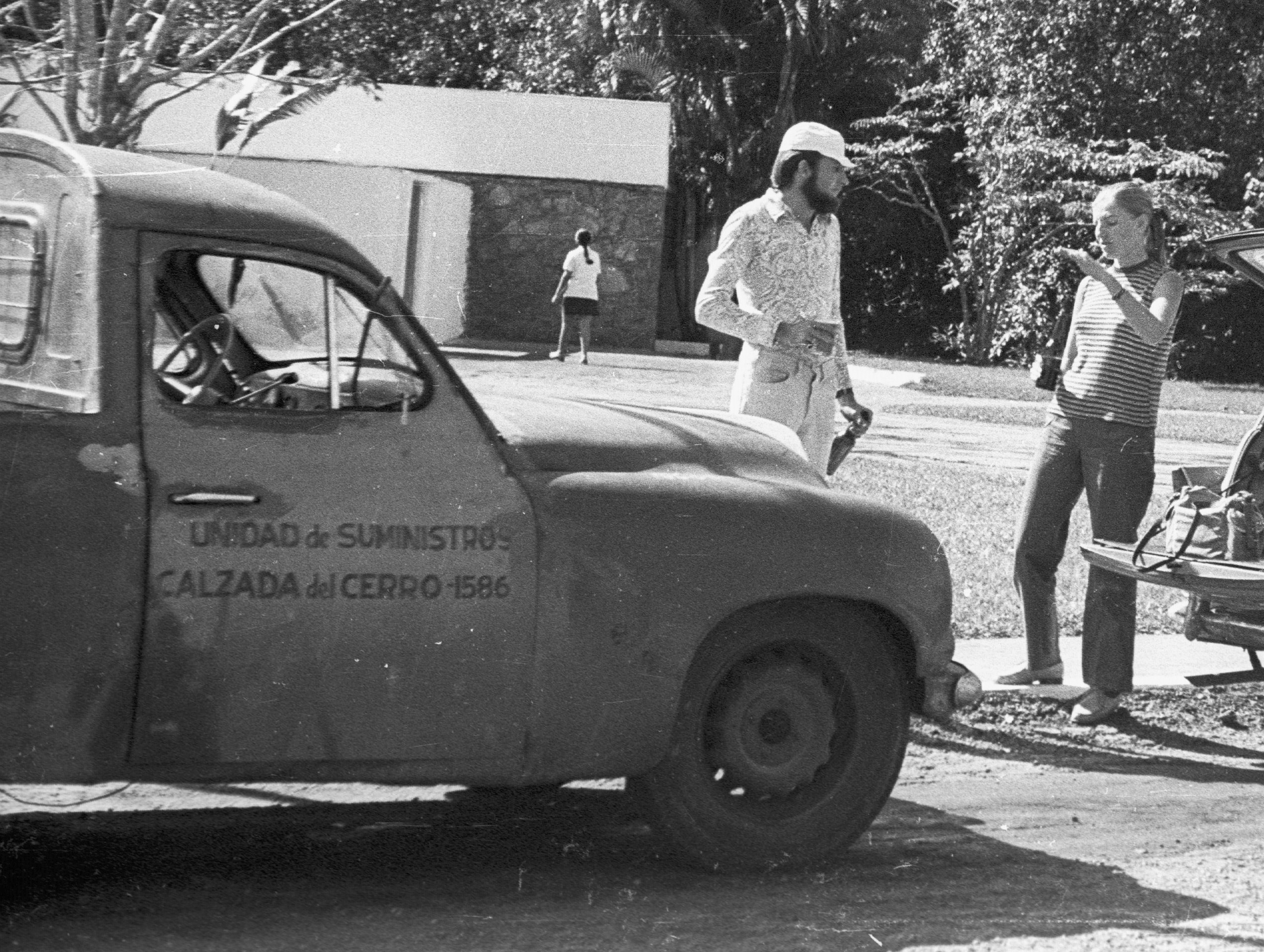
Škoda 1201 pick-up na Kubě, 1974

Verze pick-up vznikla úpravou dodávkové karoserie. Přední část vozu po B-sloupek se nelišila od ostatních typů. Byla zakončena kolmou plechovou stěnou, opatřenou obdélníkovým okénkem, krytým ochrannou mřížkou. Za stěnou se nacházela otevřená ložná plocha, lemovaná trojdílnou dřevěnou lištou. Přístup na ložnou ploch byl jednodílnými dvířky, otvíratelnými do strany. Ložná plocha nebyla vybavena plachtou. Výroba pick-upů ve verzi Škoda 1201 probíhala v závodě Vrchlabí v letech 1959–1961, přesný počet vyrobených vozů není znám. Značná část produkce šla na export, řada vozů dostala pravostranné řízení. V Československu sloužily pick-upy například u pražské nákladní taxislužby. Tyto vozy byly dodatečně opatřeny plachtou, nesenou oblouky. Následníkem této varianty se stal pick-up Škoda 1202.

### Sériově nevyráběné karosářské verze
Kromě výše uvedených karoserií byly na počátku vývoje uvažovány další varianty, které měly používat původní krátký podvozek. Následné rozhodnutí o prodloužení podvozku přispělo k tomu, že tyto verze zůstaly pouze v prototypech.

#### Roadster
Prototyp roadsteru vznikl v roce 1950 spolu s prototypem sedanu, dodávky a terénního vozu, a to na původním krátkém podvozku s rozvorem 2485 mm.
Karoserie roadsteru byla dvoudveřová. Poměrně široké dveře měly spouštěcí skla zakončená chromovaným rámečkem (podobně jako u roadsteru Škoda 1102). Čelní dvoudílné šípové okno odpovídalo standardnímu provedení sedan a bylo zasazeno do rámu v barvě karoserie. Stahovací plátěná střecha se vyznačovala oblým tvarem. V interiéru se nacházela standardní přední lavice, vzadu pak zmenšená nouzová lavice. Vyrobený roadster zůstal v jediném prototypu.

#### Pohotovostní
Prototyp pohotovostního vozu vznikl taktéž roku 1950. Verze pohotovostní měla využívat krátký podvozek rozvoru 2485 mm. Karoserie celkové délky 4035 mm se prakticky shodovala s karoserií stávajícího pohotovostního vozu Škoda 1101 P. Kromě většího motoru byl nejvýraznější změnou větší rozchod kolo obou náprav.

#### Terénní
Prototyp terénní verze byl vyroben v roce 1950, kdy zároveň prodělal funkční zkoušky. Tato varianta opět vznikla na krátkém podvozku, avšak s pohonem všech čtyř kol (4×4). Nesla nové typové označení 965. Karoserie byla obdobná s pohotovostní verzí, avšak s odlišnou čelní maskou s vodorovným žebrováním a přední kapotáží. Větší osmnáctipalcová kola s pneumatikami 5,50-18" zajišťovala větší nájezdové úhly vozu. Později byla navržena zcela nová jednodušší karoserie, s krátkými převisy a dvěma výřezy namísto dveří. Tato varianta zůstala na papíře.

## Prodeje vozu

### Vývoz

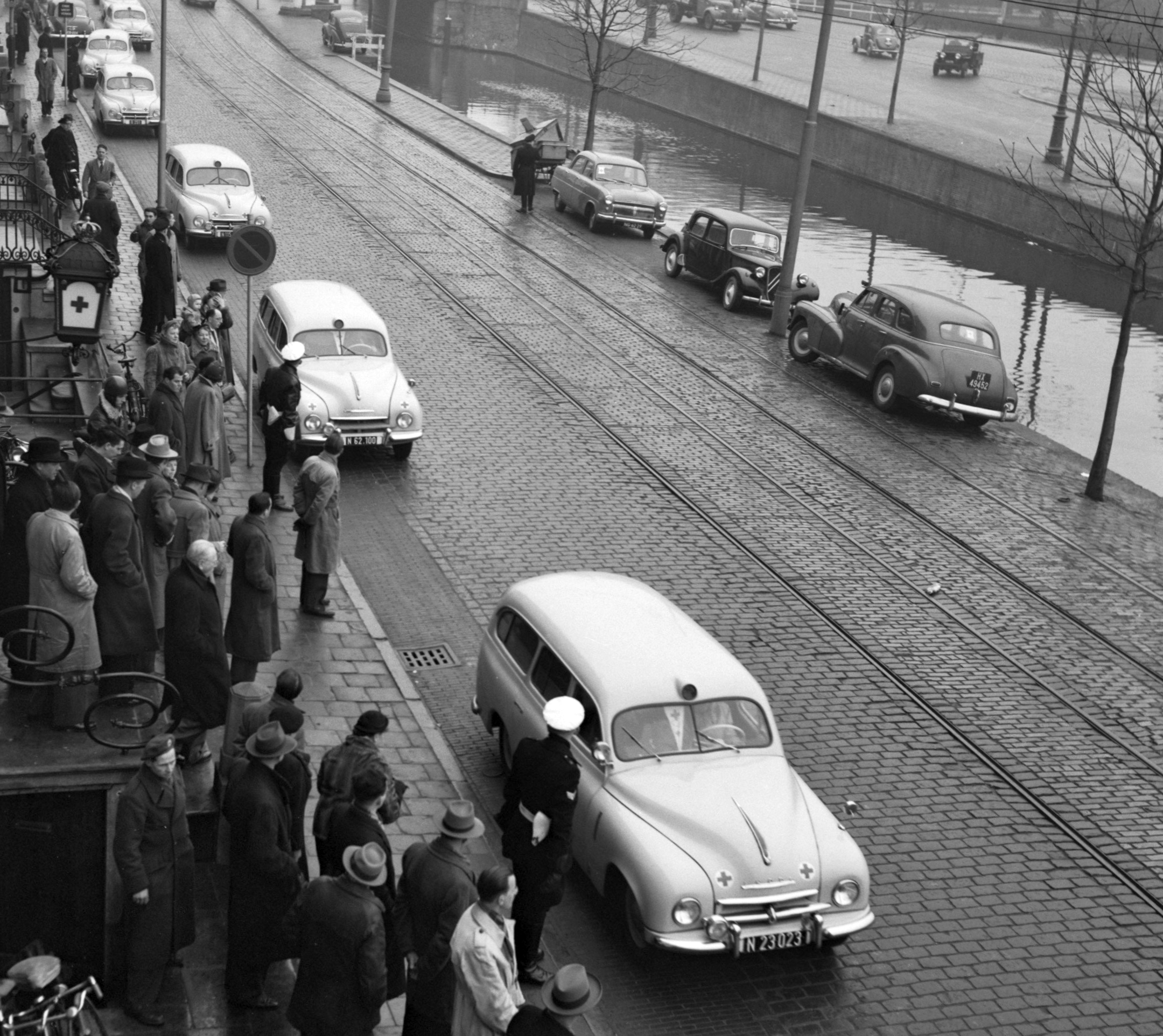
Sanitky Škoda 1200 rakouského Červeného kříže během humanitární pomoci v povodněmi zasaženém Nizozemsku, Amsterdam 1953

Stejně jako jeho předchůdce, typ Škoda 1101/1102, byly i nové vozy Škoda 1200/1201 určeny primárně na vývoz, a to především do tzv. kapitalistických států. Vývoz automobilů představoval pro stát významný zdroj deviz. Konkrétní statistiky vývozu jsou však velmi kusé a pro roky 1956–1963 zcela chybí. Do zahraničí však zřejmě zamířila velká většina vyrobených vozů, podobně jako u předešlého typu. Například roku 1955 bylo z 12 530 vyrobených osobních vozů v Československu (převážně typ Škoda 1200) exportováno 10 848 kusů, tedy 87 %. Vozy Škoda 1200/1201 byly na západních trzích oceňovány pro svou robustnost, spolehlivost a relativně příznivou cenu. Předmětem kritiky se stával především nekvalitní lak, dále se objevovaly problémy s řazením a synchronizací převodovky a některé další detaily.

### Československo
Vozy, které zůstaly v Československu, byly převážně prodávány na příděl státním orgánům a institucím, řada sedanů sloužila jako vozy taxislužby. Cena sedanu na volném trhu činila 300 000 Kčs před měnovou reformou v květnu roku 1953. Od dubna 1954 byla cena sedanu stanovena na 29 000 Kčs, provedení STW stálo 30 500 Kčs. Dostupnost vozu pro běžného občana však byla spíše teoretická, například roku 1953 se v celém Československu prodalo do osobního vlastnictví pouze 74 automobilů.

## Provoz a dochované vozy

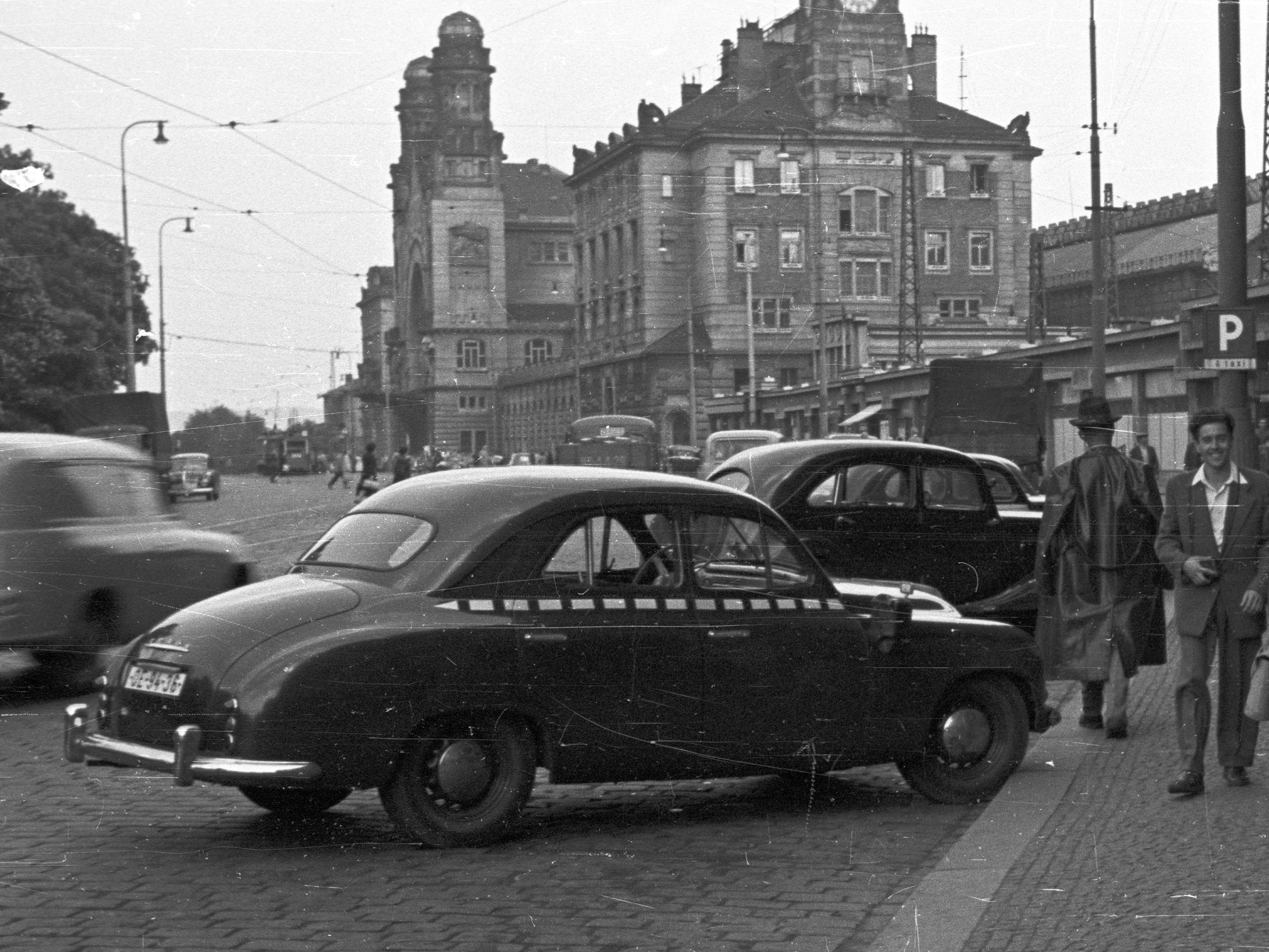
Škoda 1200 pražské taxislužby u hlavního nádraží, 1956

Specifické podmínky trhu v Československu umožnily poměrně dlouhou dobu provozování těchto vozů. Trvalý nedostatek dostupných nových automobilů nutil provozovatele (tj. podniky a instituce) opotřebená vozidla místo nahrazení opakovaně opravovat. Časté byly generální rekonstrukce automobilů s montáží nové karoserie a/nebo motoru. Tento postup byl také administrativně jednodušší než pořízení automobilu zcela nového. Situaci se přizpůsobila i automobilka, která pro tyto účely vyráběla kompletní náhradní karoserie, motory a další díly. Vzhledem ke stavebnicové a nepříliš odlišné konstrukci vozů řady 1200/1201/1202 se podvozky starších vozů postupně osazovaly karoseriemi a motory novějších typů. Po takovéto rekonstrukci vznikala prakticky nová vozidla.
V Česku bylo k 30. červnu 2018 v centrálním registru vozidel evidováno 225 vozů Škoda 1200 a 476 vozů Škoda 1201. Z tohoto počtu je však provozovaných zřejmě pouze malá část, především jako autoveterány ve vlastnictví sběratelů. Řada automobilů se nachází ve sbírkách muzeí v Česku (například Škoda Muzeum) nebo v zahraničí.

## Popis vozu

### Podvozek

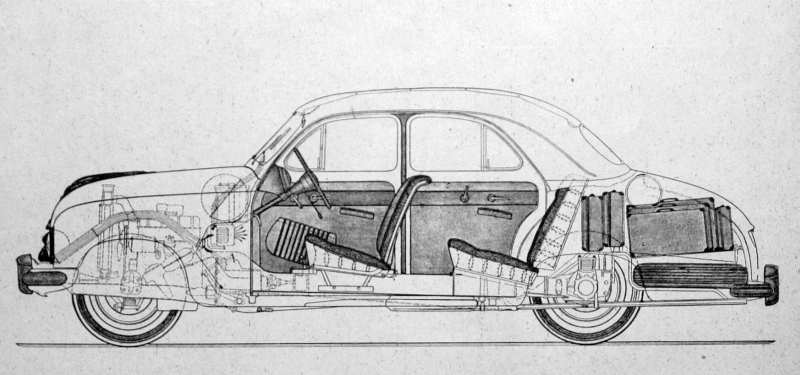
Podélný řez sedanem Škoda 1200

Podvozek je tvořen páteřovým rámem s nosníkem z bezešvé ocelové roury. Vpředu je rám rozvidlen do dvou lisovaných podélníků. Na rámu jsou přivařeny příčné lisované nosníky pro uchycení karoserie. Vzadu je páteřový rám ukončen přírubou pro rozvodovku zadní nápravy. Rámem prochází kloubový hnací hřídel. Podvozek je vybaven centrálním mazáním pomocí nožní pístové pumpy, ovládané pedálem. Po jeho sešlápnutí je rozveden mazací olej do čepů přední nápravy, řízení, ložiska spojky a ložiska hnacího hřídele. Hmotnost podvozku s motorem (šasi), náplněmi a náhradním kolem je 580 kg.
Nápravy jsou tvořeny nezávislými výkyvnými polonápravami.
Přední náprava je řiditelná, s lichoběžníkovým zavěšením kol. Spodní rameno tvoří příčná půleliptická listová pružina, horní ramena jsou tvořena rozvidlenými pákami, na jejichž koncích jsou umístěny olejové tlumiče pérování. Nosné pero je opatřeno zajišťovací vzpěrou. Řízení kol je šroubem s maticí.
Zadní hnací náprava se skládá z polonáprav, tvořených ocelovými bezešvými trubkami. Ty jsou výkyvně zavěšeny na skříni rozvodovky. Náprava je odpružena příčnou půleliptickou listovou pružinou, umístěnou nad polonápravami a upevněnou na skříni rozvodovky. Odpružení doplňuje olejový tlumič.
Provozní brzda je hydraulická jednookruhová, s bubnovými brzdami na všech čtyřech kolech. Ruční brzda je mechanická, ovládaná pákou pod přístrojovou deskou.
Disky kol jsou plechové paprskové, rozměry ráfku činí u verze sedan 3,50 D×16”, resp. 4,00 E×15” od 16. série. Ostatní verze mají rozměr ráfků 4,00 E×16”. Ráfky sedanu jsou opatřeny pneumatikami 5,50×16” resp. 6,00×15” od 16. série. Ráfky ostatních verzí obouvají pneumatiky rozměru 6,00×16”.

### Pohonné ústrojí

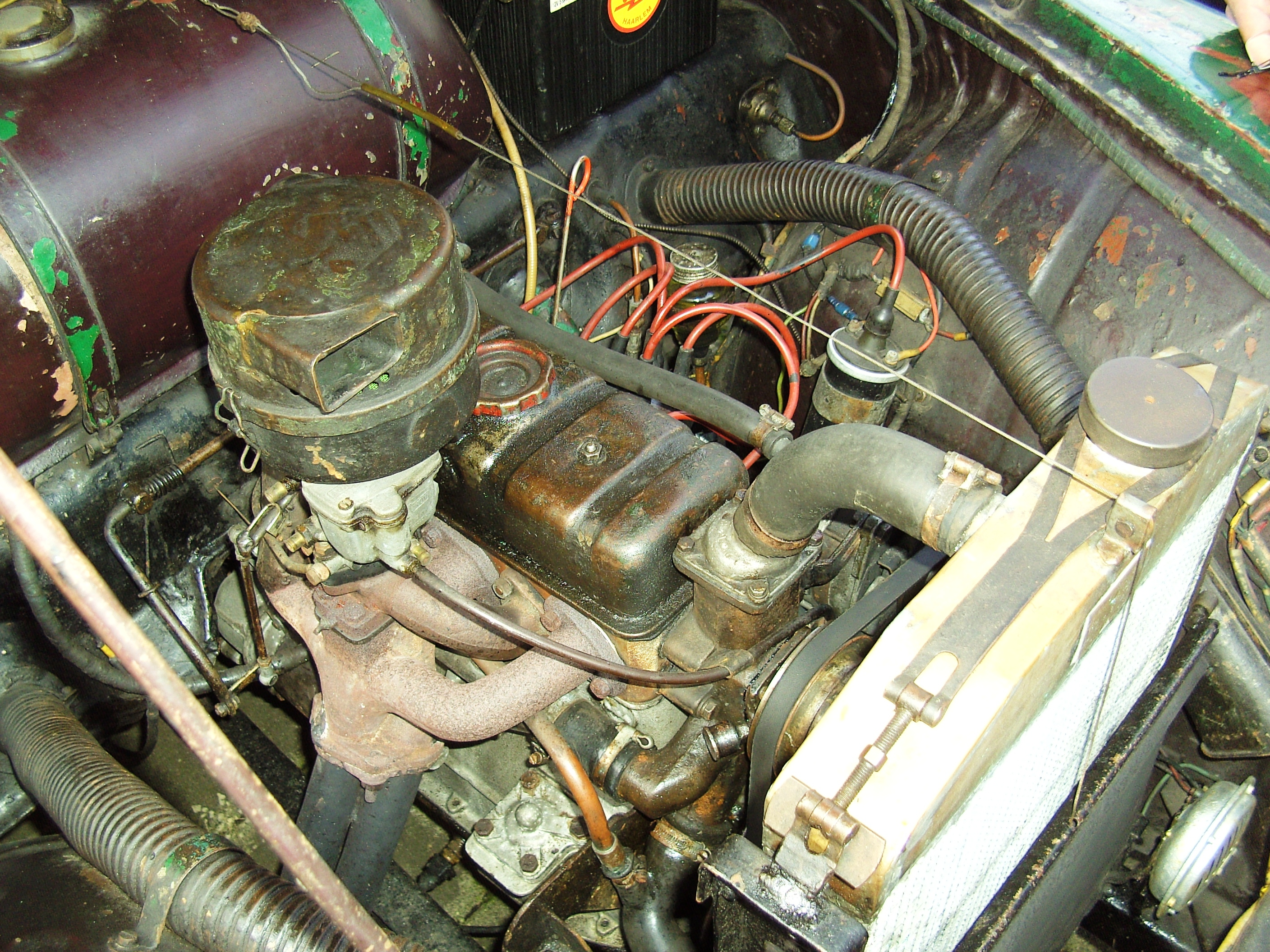
Motor Škody 1200 s hrncovým čističem vzduchu a neoriginálním karburátorem.

Motor vozu je umístěn vpředu, podélně za přední nápravou, za kterým se nachází převodovka, jež s ním tvoří jeden montážní celek. Uložení motoru na rámu je provedeno ve třech pryžových závěsech (silentblocích).
Typově je motor čtyřtaktní zážehový vodou chlazený řadový čtyřválec s rozvodem OHV. Jeho zdvihový objem činí 1221 cm³, při vrtání válců 72 mm a zdvihu pístů 75 mm. Kompresní poměr má hodnotu 6,5:1 (Š 1200), 7:1 (Š 1201 do 63. série) nebo 7,5:1 (Š 1201 od 64. série). Nejvyšší krátkodobý výkon motoru podle normy SAE dosahuje 26,5 kW (36 k) při 4200 ot./min. (Š 1200), resp. 33,1 kW (45 k) při 4200 ot./min. (Š 1201). Největší krouticí moment stanovovaný dle normy SAE dosahuje 74,5 Nm při 2300 ot./min. (Š 1200), resp. 84,3 Nm při 2500 ot./min. (Š 1201). Suchá hmotnost motoru je udávána 103 kg.
Voda k chlazení motoru prochází nuceným oběhem pomocí odstředivého čerpadla. Proudění vzduchu chladičem podporuje čtyřlistý ventilátor, poháněný klínovým řemenem od klikové hřídele. Tlakové mazání motoru zajišťuje zubové čerpadlo. Blok motoru je opatřen vyměnitelnými vložkami válců, z vnější strany přímo chlazenými vodou (tzv. „mokré vložky“). Kliková hřídel je uložena ve třech kluzných ložiscích. Blok motoru i hlava válců jsou odlity z šedé litiny, písty z hliníkové slitiny.
Přípravu palivové směsi zajišťuje horizontální karburátor typu Solex 26 UAHD, případně JIKOV 26 POH (Š 1200) nebo spádový karburátor JIKOV 32 SOP (Š 1201). Palivo proudí z nádrže do karburátoru samospádem (Š 1200) nebo nuceně pomocí membránového čerpadla, hnaného vačkovou hřídelí (Š 1201). Válcová plechová palivová nádrž o objemu 35 litrů je umístěna v motorovém prostoru na příčné stěně. Základní spotřeba vozu činí 9–10 l benzínu a 0,2 l oleje na 100 km (Š 1200), resp. 8,2–9,4 l benzínu a 0,1 l oleje na 100 km (Š 1201).
Převodovka je mechanická čtyřstupňová se zpětným chodem. Má synchronizaci III. a IV. rychlostního stupně, od 29. série pak synchronizaci II., III. a IV. stupně. Čtvrtý rychlostní stupeň tvoří přímý záběr. Řadicí páka se nachází na sloupku řízení pod volantem. Spojka je suchá kotoučová jednolamelová. Rozvodovka se nachází na zadní nápravě a stálý převod činí 4,78 (sanita) nebo 5,25 (ostatní verze).
Tabulka technických parametrů motorů Š 1200 a Š 1201:
| typ                             | Škoda 1200                                     | Škoda 1201                                  | Škoda 1201                                  |
| ------------------------------- | ---------------------------------------------- | ------------------------------------------- | ------------------------------------------- |
| série                           | 1. – 33.                                       | 34. – 63.                                   | 64. – 66.                                   |
| Zdvihový objem                  | 1221 cm³                                       | 1221 cm³                                    | 1221 cm³                                    |
| Vrtání                          | 72 mm                                          | 72 mm                                       | 72 mm                                       |
| Zdvih                           | 75 mm                                          | 75 mm                                       | 75 mm                                       |
| Kompresní poměr                 | 6,6:1                                          | 7:1                                         | 7,5:1                                       |
| Maximální výkon (SAE)           | 26,5 kW (36 k) při 4200 ot./min                | 33,1 kW (45 k) při 4200 ot./min             | 34,6 kW (47 k) při 4500 ot./min             |
| Maximální krouticí moment (SAE) | 74,5 Nm při 2300 ot./min                       | 84,3 Nm při 2500 ot./min                    | 85,3 Nm při 3000 ot./min                    |
| karburátor                      | horizontální Solex 26 UAHD, resp. JIKOV 26 POH | spádový JIKOV 32 SOP (32 SOPb od 52. série) | spádový JIKOV 32 SOP (32 SOPb od 52. série) |
| Suchá hmotnost motoru           | 103 kg                                         | 103 kg                                      | 103 kg                                      |

### Elektrická soustava
Elektrická soustava vozu pracuje s napětím 12 V. Zdrojem energie je dvanáctivoltové dynamo o výkonu 200 W, hnané stejným klínovým řemenem jako ventilátor. Akumulátorová baterie o kapacitě 45 Ah je umístěna v motorovém prostoru, po levé straně palivové nádrže. Elektrický startér má výkon 0,8 k. K elektrickému příslušenství patří zapalování motoru, tvořené zapalovací cívkou, rozdělovačem a svíčkami. Pořadí zapalování válců je 1-3-4-2. Elektrické příslušenství je značky PAL.
Součástí elektrického příslušenství je také osvětlovací soustava, tvořená hlavními světlomety, koncovými svítilnami, osvětlením tabulky SPZ vzadu, osvětlením přístrojové desky a stropní svítilnou. Sanitní vozy jsou navíc vybaveny mlhovým světlometem vpředu a zvláštními signálními svítilnami.

### Karoserie a interiér

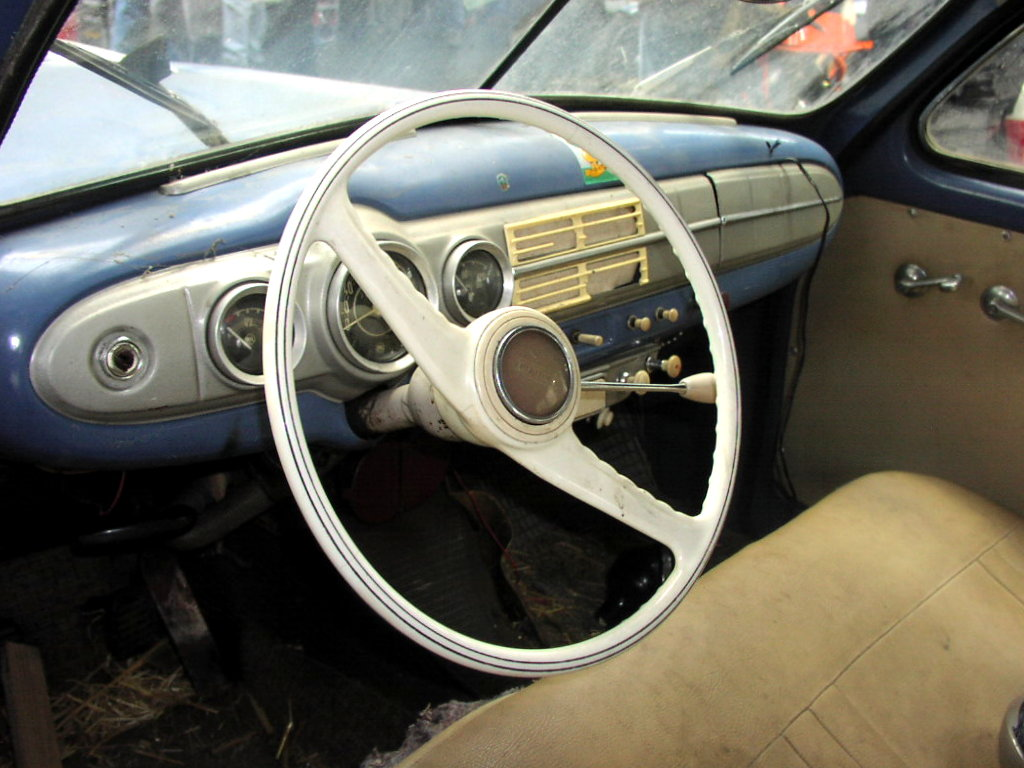
Přístrojová deska vozu Škoda 1201 STW, s volantem staršího typu

Karoserii vozu tvoří celokovová skořepina. Je zhotovená z elektricky svařovaných plechových dílů a potažená ocelovými plechy tloušťky 0,8 mm a 1 mm. Karoserie je na podvozku usazena pomocí osmi pryžových lůžek umístěných na příčkách rámu a na skříni rozvodovky. Karoserie a šasi jsou spojeny pomocí osmi šroubů. Karoserie je lakována syntetickým lakem. Přední sedadlo je lavicové posuvné, se společným opěrákem. Zadní sedadlo je taktéž jednodílné lavicové. Potah je z vlněné látky nebo z umělé kůže, případně jejich kombinací. Dveře a stěny jsou čalouněny stejným materiálem jako sedadla, strop je potažen vlněnou látkou.
Přístrojová deska obsahuje palivoměr, rychloměr s počítadlem kilometrů a teploměr chladicí kapaliny. Uprostřed je mřížka reproduktoru, vpravo uzavíratelná schránka. Na horní straně u předního okna se nacházejí dva výdechy teplovodního topení, sloužící k jeho odmrazování. Volant je dvouramenný, od 37. série doplněný půlkruhovým tlačítkem houkačky.

### Výroba a technické údaje
Údaje bez závorky platí pro typ Škoda 1200, údaje v závorce platí pro typ Škoda 1201. Pokud závorka chybí, je uvedený údaj shodný pro oba typy.
| Sériová výroba        | 1952–1955 (1956–1958)            | 1952–1955 (1956–1961)            | 1953–1955 (1956–1961)            | 1952–1955 (1956–1961)            | (1959–1961)                      |                                  |                                  |                                  |
| Vyrobeno vozů         | 19 334 (7 622)                   | 4 070 (13 498)                   | 2 076 (13 188)                   | 1 935 (5 286)                    | (?)                              |                                  |                                  |                                  |
| Pohotovostní hmotnost | 1040 kg (1060 kg)                | 1090 kg (1120 kg)                | 1120 kg (1150 kg)                | 1220 kg                          | (1040 kg)                        |                                  |                                  |                                  |
| Užitečná hmotnost     | 340 kg (500 kg)                  | 650 kg                           | 650 kg                           | 330 kg                           | (710 kg)                         |                                  |                                  |                                  |
| Celková hmotnost      | 1380 kg (1560 kg)                | 1740 kg (1770 kg)                | 1770 kg (1800 kg)                | 1550 kg                          | (1750 kg)                        |                                  |                                  |                                  |
| Délka                 | 4500 mm                          | 4360 mm                          | 4360 mm                          | 4550 mm (4620 mm)                | (4360 mm)                        |                                  |                                  |                                  |
| Výška                 | 1520 mm                          | 1580 mm                          | 1580 mm                          | 1600 mm                          | (1640 mm)                        |                                  |                                  |                                  |
| Šířka                 | 1680 mm (1690 mm)                | 1690 mm                          | 1690 mm                          | 1680 mm                          | (1690 mm)                        |                                  |                                  |                                  |
| Rozvor                | 2685 mm                          | 2685 mm                          | 2685 mm                          | 2685 mm                          | 2685 mm                          | 2685 mm                          | 2685 mm                          | 2685 mm                          |
| Rozchod               | 1250/1320 mm (přední/zadní kola) | 1250/1320 mm (přední/zadní kola) | 1250/1320 mm (přední/zadní kola) | 1250/1320 mm (přední/zadní kola) | 1250/1320 mm (přední/zadní kola) | 1250/1320 mm (přední/zadní kola) | 1250/1320 mm (přední/zadní kola) | 1250/1320 mm (přední/zadní kola) |
| Světlá výška          | 190 mm                           | 190 mm                           | 190 mm                           | 190 mm                           | 190 mm                           | 190 mm                           | 190 mm                           | 190 mm                           |
| Pneumatiky            | 5,50×16/6,00×15                  | 6,00×16                          | 6,00×16                          | 6,00×16                          | 6,00×16                          |                                  |                                  |                                  |
| Nejvyšší rychlost     | 105 km/h (110 km/h)              | 90 km/h (100 km/h)               | 90 km/h (100 km/h)               | 95 km/h (110 km/h)               | (100 km/h)                       |                                  |                                  |                                  |